# Uitgeverij Contact
Uitgeverij Contact a fost o editură din Țările de Jos. Compania a fuzionat ulterior cu editura Atlas, fiind formată astfel editura Atlas Contact. Ea s-a axat în principal pe publicarea lucrărilor de non-ficțiune. 
Editura Contact a fost fondată în 1933 într-o încercare de a-i face pe cetățenii Țărilor de Jos să conștientizeze pericolele nazismului. Încă de la începuturile sale editura s-a caracterizat prin publicarea de cărți cu un mare impact în rândul cititorilor și printr-un atașament către valorile umanismului. Această politică editorială a fost evidențiată prin publicarea în 1947 a Jurnalului Annei Frank, care fusese refuzat de alte edituri din Țările de Jos.
Compania editorială a fost vândută în 1974 către Uitgeverij Bert Bakker. În 1985 Contact a devenit din nou o editură independentă. Contact a făcut parte, de asemenea, din grupul editorial NDC VBK. Editurile L.J. Veen, Contact, Atlas, Augustus și Mouria au fuzionat în 2012, formând editura Atlas Contact.

## Autori publicați
- Midas Dekkers
- Renate Dorrestein
- Anne Frank
- Yvonne Kroonenberg
- Dimitri Verhulst
- Levi Weemoedt
- Gerwin van der Werf
- Ivan Wolffers